# Lorenzo Martinez
Lorenzo Martinez est un ancien arbitre argentin de football des années 1920.

## Carrière
Il a officié dans une compétition majeure : 
- JO 1928 (1 match)